# Rytmus
Patrik Vrbovský (Kroměříž, Checoslovaquia, 3 de enero de 1977), conocido sobre todo con el nombre artístico Rytmus (al principio usó el nombre Pa3k Metamorfolord) es un rapero eslovaco que entró en la escena del hip-hop en el año 1992.

## Los comienzos de su carrera
Ya en la edad muy joven llegó a breaker, debajo de las alas de los bailadores como Fredy Ayisi, Karol Zajac o Laci Strike. También empezó a hacer rap, primero cantó en inglés, posteriormente comenzó a cantar en eslovaco. Cantó por ejemplo con el raper Money G de Piešťanny, después comenzó a colaborar con el raper David de Senec. En esa época Patrik conocido como Pa3k Metamorfolord era el mejor freestyler de Eslovaquia.
En el año 1994 Rytmus ganó una competencia de freestyle que sa llama Lidia de los palabras.David lo posteriormente invitó en su project Sólido por la calle donde apareció Rytmus y poco a poco ganó un respecto con su estylo propio de rap. Después de los destemples posteriores con David de sólido por la calle salió y fue a hacer solo.colaboraba con grupos como Escombro y Denominación de la contrucció. 

## El rey
El 30 de noviembre publique su tercer álbum que se llama El rey , en que también es una colaboración interesante con DJ Premier. Al álbum rodé también un clip a una canción que se llama „Un enemigo público“. El clip fue terminado y publicado al principio del año 2010. También grabé junto con una cantante Tina un hit de radio „La historia“, que fue publicado también en otoño del año 2009 y en que se participó también un productor Tomi Popovič. En el año 2010 se apareció en un clip a una canción de álbum de un productor musical que se llama Hajtkovič , pero un álbum solista de Hajtkovič no publicaron hasta ahora. Colaboró también en la composición "Monopol" desde el productor Grimasa, que se encuentra en el álbum de Grimasa Let the beat come true y en el mayo de 2011 en el internet se aparecieron los videos de rodaje de estevideo. El clip fue completado y en 18 de junio se apareció en el internet, de primero en la pajina oficial en el Facebook de Rytmus. En video se apareció excepto el Grimas y el Rytmys Billy productor de Hollywood, repertorio de Checa David Steel, Ego o DJ Anys.

## Kontrafakt
En el año 2001 encontró un raper Ego y DJ Aneš.Rytmus se convirtió fundador un trío de hip hop que se llama KONTRAFAKT. El junio del año 2003 Rytmus se posicionó en la segunda ubicación en la competencia apreciada del beatbox que se llama Austrian Beatbox Battle Championship, donde le derrotó en la final joven americano Lee-Jay. El éxito del grupo musical Kontrafakt siguió también en el año 2004, cuando editaron su disco debut que se llama E.R.A. En la casa editorial Sony Music con que obtuvieron entre los intérpretes más vendidos en Eslovaquia. En el año 2006 Rytmus estableció su propina casa editorial Tu Papá Records, donde editó su debut solo album Bengoro de que se vendió más que 15 000 piezas. Excepto de este álbum fueron grabados tres videoclipes: Cigánsky sen( El sueňo gitano), Kures funk y Potrebujem tvoju nenávisť (Necesito tu odio). A los dos aňos el álbum fue publicado en la reedición con la cubierta nueva y con la lista de las composiciones un poco arreglada. En el aňo 2007 publicó el álbum Bozk na rozlúčku( El beso a despedida) junto con Kontrafakt. Se vendió más que 20 000 piezas del álbum. En el aňo 2008 Rytmus publicó la selección de las composiciones que se llamó Si zabil. Durante primera semana se vendió más que 4 000 piezas. Este álbum fue apreciado por el disco dorado.

## Discografía

### Álbumes de estudio
- 2006:Bengoro
- 2009:Kral
- 2011:Fenomen

### Elección(solo)
- 2008: Bengoro
- 2008:Si zabil

### DVD (solo)
- 2010: DVD Video Collection

### Álbumes de estudio (Kontrafakt)
- 2004:E.R.A.
- 2007: Bozk na rozlúčku

### Otros (Kontrafakt)
- 2003: Tri špinavé mená (kompilación)
- 2003:Dáva mi/Dobré veci/Moja rola
- 2005:Murdardo Mulano Tour 2005 (DVD)

### Singles
- 2003 - „Ženy víno spev“ (feat. Orion)
- 2006 - „Party DJ“ (ft. Dara Rolins)
- 2006 - „Nech vidia“ (ft. H16)
- 2008 - „I tak to osiagne“ (ft. Ego, WWO, Orion, Wlodi, Soundkail)
- 2008 - „Zostalo ticho (Hip Hop pojde dole)“
- 2009 - „Stoprocent 2“ (ft. Sobota, Kool Savas, Gural, Wall-E, Rytmus & Bigz)
- 2009 - „Príbeh“ (ft. Tina)
- 2010 - „Verejný Nepriateľ“
- 2010 - „Monopol“
- 2010 - „Záhadná“
- 2010 - „Zlatokopky“
- 2010 - „Všetko Má Svoj Konec“
- 2011 - „Technotronic Flow“ (Mad Skill ft. Rytmus)
- 2011 - „JEBE“ (prod. Sukowach)
- 2011 - „Fenomen“

## Los composiciones ubicados en la tabla
| Año  | Composición                                  | SK Top 100 | SK Top 50 caseros | CZ Top 100 | CZ Top 50 caseros | CZ Top 50 tonos de móvil | Álbum         |
| ---- | -------------------------------------------- | ---------- | ----------------- | ---------- | ----------------- | ------------------------ | ------------- |
| 2005 | "Party DJ" (Dara Rolins ft. Rytmus)          | -          | 35                | -          | -                 | -                        | D1            |
| 2006 | "Kures Funk" (ft. Ego & Igor Kmeťo)          | -          | 41                | -          | -                 | -                        | Bengoro       |
| 2009 | "All I wanna do" (Tomi ft. Rytmus)           | 73         | 21                | -          | -                 | -                        | -             |
| 2009 | "Príbeh" (Tina ft. Rytmus)                   | 2          | 1                 | 1          | 1                 | 1                        | Veci sa Menia |
| 2009 | "Všetko má svoj konec" (ft. Ego & Tina)      | 61         | 10                | 48         | 6                 | 40                       | Kral          |
| 2009 | "Verejný nepriateľ"                          | 76         | 19                | -          | -                 | 28                       | Kral          |
| 2009 | "Daj mi ešte jednu šancu"                    | 6          | 1                 | -          | -                 | 23                       | Kral          |
| 2010 | "Záhadná"                                    | -          | 24                | -          | -                 | -                        | -             |
| 2010 | "Zlatokopky"                                 | 26         | 3                 | 25         | 1                 | 1                        | Kral          |
| 2011 | "Technotronic Flow" (Mad Skill ft. Rytmus)   | 10         | 1                 | 51         | 10                | -                        | -             |
| 2011 | "Jebe"                                       | -          | -                 | 51         | 10                | -                        | -             |
| 2011 | "Neviem byť verný" (Tomi Popovič ft. Rytmus) | 38         | 10                | -          | -                 | -                        | -             |
| 2012 | "Nehľadám"                                   | 40         | 3                 | -          | -                 | -                        | Fenomen       |
| 2012 | "Deti stratenej generácie" (ft. Ego)         | 39         | 3                 | -          | -                 | -                        | Fenomen       |

## Videoclips

### Solo
- 2006 - „Cigánsky Sen“
- 2006 - „Kures Funk“ (ft. Ego & Igor Kmeťo ml.)
- 2006 - „Potrebujem Tvoju Nenávisť/Temeraf“ (ft. Ego)
- 2008 - „King Shit/Zostalo Ticho (Hip Hop pôjde dole)“
- 2009 - „Na Toto Som Čakal“
- 2009 - „Nigdy Sa Nezavďačíš“
- 2010 - „Verejný Nepriateľ“
- 2010 - „Sága Pokračuje“ (ft. Igor Kmeťo ml.)
- 2010 - „Monopol“ (Hip Hop ide hore)
- 2010 - „Zlatokopky“
- 2010 - „Elektrošoky“
- 2010 - „Musíš Mať Nádej“ (ft. Tina)
- 2010 - „Jediný“ (ft. DJ Premier)
- 2010 - „Všetko Má Svoj Konec“ (ft. Tina & Ego)
- 2011 - „Jebe“
- 2011 - „Fenomén“
- 2011 - „Nehladám“
- 2011 - „Sám“
- 2012 - „Hovnám neodpovedám“
- 2012 - „Deti stratenej generácie“ (ft. Ego)

### Kontrafakt
- 2003 - „Dáva Mi“
- 2004 - „E.R.A.“
- 2005 - „Pravda Bolí/Mulano Stylos“
- 2005 - „Nelutujem“ (live)
- 2006 - „Moji Ľudia“ (DJ Wich remix)
- 2007 - „Život Je Boj“
- 2009 - „Bozk Na Rozlúčku“

### Otros
- 2005 - „Party DJ“ (Dara Rolins ft. Rytmus)
- 2006 - „Nech Vidia“ (H16 ft. Rytmus)
- 2006 - „I Tak To Osiagne“ (WWO ft. Kontrafakt, Orion, Wlodi & Soundkail)
- 2006 - „Amen Savore“ (Kmeťoband ft. Rytmus)
- 2009 - „Stoprocent 2“ (Sobota ft. Kool Savas, Gural, Wall-E, Rytmus & Bigz)
- 2009 - „Príbeh“ (Tina ft. Rytmus)
- 2010 - „Do Chce Jebať“ (Hajtkovič ft. Rytmus)
- 2011 - „Fajnová“ (Igor Kmeťo ft. Rytmus)
- 2011 - „Technotronic Flow“ (Mad Skill ft. Rytmus)